# روبرت س. باك
روبرت س. باك (بالإنجليزية: Robert C. Bak)‏ هو طبيب نفسي أمريكي، ولد في 1908 في بودابست في المجر، وتوفي في 1974 في نيويورك في الولايات المتحدة.